# Jacques Becker
Jacques Becker (Parigi, 15 settembre 1906 – Parigi, 21 febbraio 1960) è stato un regista e sceneggiatore francese.

## Biografia
Cominciò la carriera come attore in Verso la vita (1936), ma già dal 1931 fu assistente regista di Jean Renoir col quale avrebbe collaborato fino al 1938. La sua attività di regista, pronta a decollare, venne frenata dagli eventi bellici. Durante l'occupazione tedesca nella Seconda guerra mondiale fu imprigionato dai nazisti e rimase in carcere per un anno per far parte del "Comitato di liberazione del cinema francese".
Nell'immediato dopoguerra ebbe modo di affermarsi segnalandosi come un grande direttore di attori e come un autore attento ai tratti psicologici dei personaggi, minuzioso nella messa in scena caratterizzata anche dallo scegliere personaggi appartenenti a tutti i ceti sociali.
Tra i suoi film di maggiore successo vanno ricordati Casco d'oro (1952), con Simone Signoret, dove descrisse con rigore e poesia i bassifondi parigini, Grisbì (1953), uno dei più celebri noir francesi, e Il buco (1960), l'ultimo film da lui girato.
Sposato con l'attrice Françoise Fabian, ebbe un figlio, Jean Becker, che divenne a sua volta regista.
Jacques Becker morì a Parigi il 21 febbraio 1960, per emocromatosi. È sepolto nel cimitero di Montparnasse.

## Filmografia
- Tête de turc (1935) cortometraggio
- La vita è nostra (La vie est à nous) (1936)
- Dernier Atout (1942)
- La casa degli incubi (Goupi Mains Rouges) (1943)
- Falbalas (1945)
- Amore e fortuna (Antoine et Antoinette) (1947)
- Le sedicenni (Rendez-vous de juillet) (1949)
- Edoardo e Carolina (Édouard et Caroline) (1950)
- Casco d'oro (Casque d'or) (1952)
- Grisbì (Touchez pas au grisbi) (1953)
- Rue de l'Estrapade (1953)
- Alì Babà (Ali Baba et les quarante voleurs) (1954)
- Le avventure di Arsenio Lupin (Les Aventures d'Arsène Lupin) (1957)
- Montparnasse (Montparnasse 19) (1958)
- Il buco (Le Trou) (1960)